# Parasthenias fulvotomentosus
Parasthenias fulvotomentosus är en skalbaggsart som beskrevs av Stefan von Breuning 1938. Parasthenias fulvotomentosus ingår i släktet Parasthenias och familjen långhorningar.
Artens utbredningsområde är Kenya. Inga underarter finns listade i Catalogue of Life.